# Fruit Machine
Fruit Machine este discul single de debut al formației britanice The Ting Tings. Piesa este primul single extras de pe albumul We Started Nothing și a fost promovată simultan cu cel de-al doilea disc single, „That's Not My Name”.

## Poziții în clasamente
| Clasamentul                | Cea mai înaltă poziție ocupată |
| -------------------------- | ------------------------------ |
| ARIA Australian Club Chart | 15                             |